# Elaphoglossum phyllitidis
Elaphoglossum phyllitidis är en träjonväxtart som beskrevs av John T. Mickel. Elaphoglossum phyllitidis ingår i släktet Elaphoglossum och familjen Dryopteridaceae. Inga underarter finns listade.